# Remigio Scavazza
Remigio Scavazza (Vicenza, 1º febbraio 1912 – Vicenza, 14 maggio 1945) è stato un calciatore italiano, di ruolo difensore.

## Carriera
Ha giocato 2 partite in Serie A e 14 partite in Serie B con la maglia dell'Atalanta; ha inoltre giocato per ulteriori due stagioni nella serie cadetta con la maglia del L.R. Vicenza.

## Palmarès

### Club

#### Competizioni nazionali
- Prima Divisione: 1

Vicenza: 1932-1933 (girone C)